# 헤클러운트코흐 G11
헤클러&코흐 G11은 독일의 헤클러&코흐사가 개발한 불펍식 무탄피 소총이다. 냉전 종식으로 인해 채용은 이루어지지 않았다.
무탄피 소총은 기존(이자 현재의) 탄환을 둘러싼 황동 탄피를 없앤 탄환을 사용하는 소총이다. 이론상 무거운 탄피를 없앰으로써 그만큼 더 많은 탄환을 보유할 수 있다는 장점이 있었으나, 화약 폭발시에 발생하는 열과 찌꺼기 등이 문제가 되어 실용화에 어려움이 있었다.

## 설명
이 G11 소총은 이러한 문제들을 어느 정도 해결하였으나, 냉전 종식과 높은 비용 문제로 결국 채용되지 못했다.
그리고 총알 하나가 10000원 정도이다.

사실 무탄피탄은 다이너마이트가 만들어 전에도 있었다. 하지만 안좋은 평을 받고 없어졌다. 하지만 G11은 사실상 세계 최초의 무탄피소총의 원조로서 존재하고 있다. G11의 개발과 실제 모델은 독일의 총기제조회사
H&k에 의하여 이루어졌다. 실전용의 총기까지 제작되었으나 양산에는 이르지 못하고 중도에 폐기되었다.
G11이 강조한 근미래적 총기의 개념은 무탄피 소총이었다. 즉, 탄환을 발사하면 탄피가 남지 않고 탄두만 발사되어 증거 없이 적을 살상시키고 탄약의 무게를 줄임과 더불어 총기의 작동구조상의 약실에서의 추출 및 축출과정을 생략함으로써 빠른 연사를 토대로 제작한 것이다.
실제로 무탄피 소총이 양산되었다면 총기 사용시 노리쇠의 작동이 단순화되어 연사가 빠르게 가능한 근현대적 분대지원화기로 기억될 수 있었겠지만 탄환 격발시에 필연적으로 발생하는 장약의 연소에 따른 총기 내부의 잠열이 증가하여 결국 탄환에 직접 닿게되는 구동부품인 노리쇠와 약실의 지나친 가열로 인한 탄약의 자동격발 즉, Cook-off 라 불리는 부작용을 가지고 있다.
Cook-off를 간단하게 서술하면 일단 근대의 대부분의 총포의 탄약은 노리쇠의 접촉한 상태에서 방아쇠를 당길 때에 공이에 충격을 주어 탄환 내부의 1차 뇌관을 발화시키고 순차적으로 장약이 발화하면서 발생하는 연소 가스를 통해 탄두가 추진력을 얻어 가속되는 원리를 갖추고 있다.
방아쇠를 당겼을 때, 탄약에 충격을 주는 궁극적인 구동 부품은 '노리쇠' (또는 노리쇠와 결합된 공이)이다. 노리쇠에는 탄약의 중앙부를 가격하는 공이가 달려 있다. 총기의 종류에 따라 이 노리쇠의 종류는 다양하나 결국 방아쇠를 당기면 노리쇠가 탄환과 결합되어 약실 내에서 탄환에 충격을 주어 탄환 내부의 장약을 연소시키는 역할을 한다.
일반적인 총기라면 자신이 원하는 때에 방아쇠를 당기면 노리쇠가 탄환을 가격하여 탄두가 발사되겠지만 만약 노리쇠 뿐만 아니라 탄환과 직접 접촉하는 약실이 지나치게 가열되어, 충격 뿐만 아니라 온도에 민감한 탄환에 직접적인 열을 가해 충격을 주지 않아도 저절로 연소되어 탄두가 튀어나간다면 어떻게 될까?
실제로 G11의 개발품은 연속사격 이후에 약실의 온도가 지나치게 높아져 방아쇠를 당기지 않아도 약실의 온도에 의해 탄환이 저절로 연소되어 발사되는 Cook-off라는 위험한 부작용을 가지게 되었다. 이는 구리합금으로 이루어진 기존 탄환의 탄피 축출이 탄환 연소시 발생하는 일부 열을 배출하는 것을 무시한 결과이기도 하다.
일반적인 근대 총기는 탄환이 발사되면서 발생하는 열에너지의 일부분을 탄피가 가지고 나가 총몸 밖으로 배출되면서 약실의 과열을 막는 구조를 가지고 있다. 그러나 무탄피소총인 G11은 약실의 열기를 가지고 나갈 탄피를 없애버림으로써 약실이 지나치게 과열되어 결국 탄환이 약실에 장전되자마자 가열된 약실 때문에 저절로 탄환이 발사되는 치명적인 부작용을 가지게 된 것이다.
H&K는 Cook-off라 불리는 이러한 부작용을 막기 위해 충격에는 민감하나 열에는 강한 새로운 장약을 개발하였으나 그 가격이 상당히 높아서(실제 가격을 따져보니 미국에서 사용하는 .223 FMJ [500원] 탄환의 15000원 정도라고 한다.) 결국 양산하지 못하고 그 계획을 포기하게 된다. G11은 세계 최초로 탄피를 없앤 소총이지만 결국 개발 단계에서 사라지고 만 비운의 소총이기도 하고 전설의 총이기도 하다
G11의 개발당시 최고 발사속도는 2000 RPM이라고 하며 이는 현존하는 제식소총중에 연사력이 가장 빠른 FAMAS (RPM 1100)보다 상당히 빠른 수치이다. 근데 이 분당2000발을 쏘는데 명중률이 좋았다. 독일은 g11에 명중률이 좋은 3점사를 적용하라고 하는데 그때 M16의 3점사가 명중률이 좋아서 서독이 H&K사에 명령 했다. 2000발을 쏘는데 왜 명중률이 좋을까? 그 이유는 반동보다 총알이 더 빠르기 때문이다. 자세히 설명하자면 화약 터지고 탄두가 격발되어 총구에서 나가고 그 뒤 어깨에 반동이 온다. 그 말은 3점사로 쏘면 반동이 나중에 일어나 사수가 반동을 느끼기도 전에 탄두는 이미 격발되어 날아가기 때문에 3점사의 명중률이 좋아지는 것이다.
일부 FPS 게임에서는 실제로는 존재하지 않는 G11을 채택하여 주인공의 무기로 활용하고 있기도 하다. 대표적인 게임은 Call of Duty:Black Ops, Rainbow6 NATO MOD, Delta Force3 등이다.

## 같이 보기
- AN-94
- 기관총 목록